# Al-Dschumʿa
Al-Dschumʿa (arabisch الجمعة al-Ǧumʿa ‚Der Freitag‘) ist die 62. Sure des Korans, sie enthält 11 Verse. Sie wurde in Medina verkündet und steht im Zusammenhang mit der Auseinandersetzung mit den dortigen Juden. Der namensgebende Freitag wird in Vers 9 als Tag des Gebets festgelegt, verbunden mit der Pflicht, das Kaufgeschäft ruhen zu lassen.
Nach einer Tradition wurde der Freitag als Tag des Gemeinschaftsgebetes gewählt im Unterschied zum jüdischen Sabbat und zum christlichen Sonntag. Nach dem Erschallen des Gebetsrufes getätigte Geschäfte werden von Vertretern der verschiedenen Rechtsschulen unterschiedlich interpretiert: Für die Schāfiʿiten sind sie nicht verboten, sondern nur verpönt; Malik erklärt sie für ungültig, mit Ausnahme der Befreiung von Sklaven, der Eheschließung und der Scheidung; Ibn al-'Arabi hält all diese Geschäfte für ungültig.